# Hammada

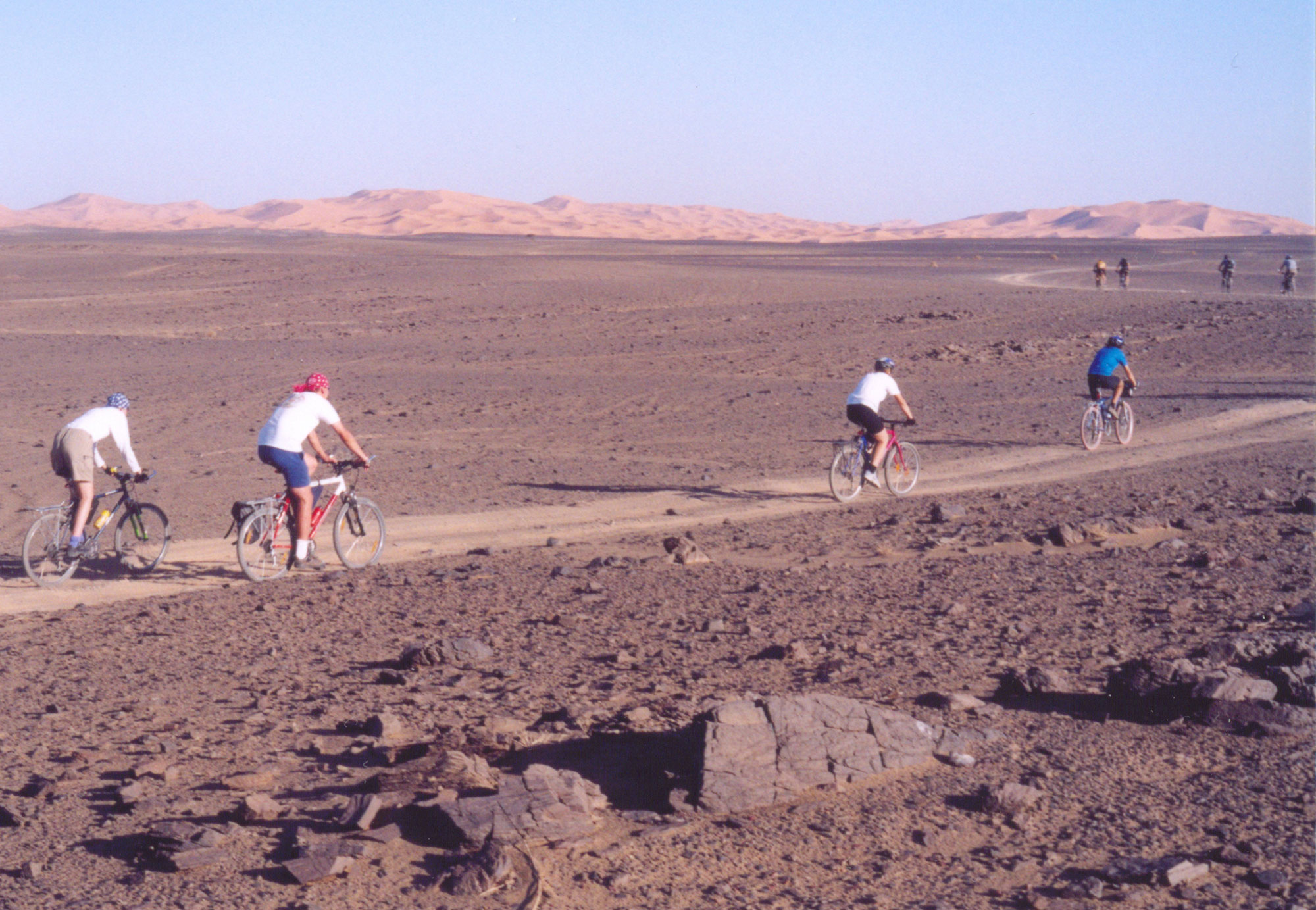
Ciclisti su una pista di un Hammada

Una hammada o hamada (in arabo حمادة‎?, ḥamāda, roccia) è un tipo di deserto con aree consistenti in terreni aridi, brulli, altopiani rocciosi e con presenza di pietrisco dalle forme aguzze. La superficie desolata visibile è costituita spesso dal substrato affiorante, ma anche da sedimenti cementati dai sali depositati dall'evaporazione dell'acqua.

## Caratteristiche
L'hammada è uno dei tre ecosistemi del deserto non glaciale; gli altri sono l'erg, la cui superficie sabbiosa è mobile, con le tipiche dune, e chiamato mare di sabbia, ed il serir, composto di ghiaia.
L'hammada ha escursioni termiche più elevate rispetto agli altri tipi di deserto, mentre comune a tutti è la rapidità del suolo nel passare dal freddo al caldo all'apparire e allo scomparire del sole.
La vegetazione, salvo la presenza di acqua superficiale, generatrice di oasi, è composta in prevalenza da arbusti, sterpaglie e cardi. L'hammada è più adatto al passaggio di mezzi meccanici di trasporto piuttosto che a quello degli animali.
La natura dell'hammada lo porta ad essere il meno umido tra i deserti, diventando il più ostile alla vita umana. La struttura del terreno è permeabile e l'acqua viene assorbita velocemente. Le rocce più diffuse nell'hammada sono calcare, arenaria, basalto e rocce cristalline (come il granito e lo gneiss).
L'hammada più vasto si trova nel Sahara Occidentale (Hammada del Dra). È la forma di deserto più diffusa nel Sahara, infatti occupa circa il 70% della sua superficie.